# Zabudziska
Zabudziska – część wsi Bartniki w Polsce, położona w województwie mazowieckim, w powiecie żyrardowskim, w gminie Puszcza Mariańska. Obejmuje obszar w okolicy ulicy Wypoczynkowej.
Dawniej samodzielna wieś. W latach 1975–1998 miejscowość należała administracyjnie do województwa skierniewickiego.